# Qikiqtarjuaq
Qikiqtarjuaq (« grande île ») est une communauté et une île située dans la région de Qikiqtaaluk au Nunavut (Canada). Avant le 1er novembre 1998, l'endroit était connu sous le nom de Broughton Island (littéralement île Broughton). L'île est située dans le détroit de Davis à l'est de l'île de Baffin. L'île est reconnue pour sa faune arctique, pour l'observation des baleines et pour être le point d'accès septentrional du parc national Auyuittuq. La population de la communauté de Qikiqtarjuaq était de 473 en 2006.

## Topographie
Qikiqtarjuaq est situé dans les monts Baffin de la cordillère Arctique.

## Démographie
| 2001 | 2006 | 2011 | 2016 |
| ---- | ---- | ---- | ---- |
| 519  | 473  | 520  | 598  |

## Services
La communauté de Qikiqtarjuaq est servie par l'aéroport Qikiqtarjuaq et une auberge de neuf chambres nommée The Tulugak Hotel (littéralement L'Hôtel Tulugak). Une infirmerie et une station de la Gendarmerie royale du Canada (GRC) fournissent le support local à la communauté. L'infirmerie est composée de deux infirmières en plus de volontaires locaux et d'assistants tandis que la station de la GRC n'est qu'un détachement d'une personne qui accueille parfois deux officiers.

## Annexe